# 527 км
527 км — разъезд (тип населённого пункта) в Таштагольском районе Кемеровской области. Входит в состав Каларского сельского поселения.

## География
Центральная часть населённого пункта расположена на высоте 364 метров над уровнем моря  на 527 км жд Юрга-Таштагол.

## История
Населённый пункт появился при строительстве железной дороги. В селении жили семьи тех, кто обслуживал железнодорожную инфраструктуру разъезда. 
17 декабря 2004 года в соответствии с Законом Кемеровской области № 104-ОЗ посёлок разъезда вошёл в состав образованного Каларского сельского поселения.

## Население
| 2010 |
| ---- |
| 27   |

### Гендерный состав
По данным Всероссийской переписи населения 2010 года, в разъезде 527 км проживает 27 человек (15 мужчин, 12 женщины).

## Инфраструктура
Железная дорога.

## Транспорт
Платформа 527 км жд Юрга-Таштагол. С 2024 года - "Хрусталевская".